# ITCH
ITCH je 903 aminokyselin dlouhý protein kódovaný stejnojmenným genem na dvacátém chromozomu u lidí a na druhém chromozomu u myší. Jedná se o E3 ubikvitin ligázu patřící do rodiny NEDD4. Alternativně ji můžeme znát pod jmény Atrophin-1-interacting protein 4 (AIP4) nebo NFE2-associated polypeptide 1 (NAPP1). Jedná se o enzym, který má významnou funkci v rámci fungování imunitního systému.
Deficience této E3 ubikvitin ligázy u myší způsobuje vývoj zánětlivého onemocnění, které nese charakteristiky nemoci zprostředkované Th2 lymfocyty a jejich imunitní odpovědí. Při tomto onemocnění dochází k zánětu kůže, zažívacího traktu, plic a také ke zvýšení hladiny autoprotilátek v séru. Histologické vyšetření kůže ukazuje, že do kůže těchto myší migrují lymfocyty a makrofágové a dochází k hyperkeratóze. Plíce zase trpí infiltrací lymfocytů, eozinofilů a fibrotizací plic. ITCH-deficientní myši si také rozvíjejí závažnou kolitidu s krvácením do konečníku, ztluštěním stěny tlustého střeva, destrukcí střevních krypt a střevního epitelu. střevní sliznice je postižena zánětlivým infiltrátem obsahující neutrofily a mononukleární buňky. Onemocnění střeva u těchto myší zase připomíná patologii vyvolanou Th17 lymfocyty a jejich odpovědí.

## Struktura
E3 ubikvitin ligáza ITCH se podobně jako ostatní členové rodiny NEDD4 skládá z C2 domény na N konci, 4 centrálních WW doména a katalytické HECT domény na C konci. C2 doména zprostředkovává vazbu na membránové fosfolipidy, když je aktivována zvýšením koncentrace vápenatých kationtů v buňce, a může tak ovlivnit buněčnou lokalizaci proteinu ITCH. WW domény jsou interakční domény obsahující 2 důležité tryptofany a dokáží se vázat hlavně na prolin bohaté sekvence. Přes tyto WW domény se ITCH může vázat na své substráty a jiné proteiny, které mohou regulovat katalytickou aktivitu. Mezi takové proteiny patří třeba adaptorový protein NDFIP1, který pomáhá ITCH aktivovat. HECT doména je jedna z domén, které se nachází v E3 ubikvitin ligázách, a zprostředkovává napojení ubikvitinu na substrát. HECT doménu můžeme rozdělit na N-koncový a C-koncový lalok, které jsou spojené flexibilním úsekem. V rámci C-koncového laloku HECT domény se nachází katalytický cystein, na který se přenáší ubikvitin navázaný na E2 ubikvitin konjugační enzym, který interaguje s N-koncovým lalokem. Cystein v HECT doméně vytváří disulfidickou vazbu s ubikvitinem a ten je poté přenesen na cílový substrát.

## Funkce

### Regulace diferenciace T lymfocytů
E3 ubikvitin ligáza ITCH zprostředkovává své funkce pomocí ubikvitinace svých substrátů. Jeden z těchto substrátů je transkripční faktor JUNB, který je po své ubikvitinaci degradován. ITCH může fungovat také jako E3 NEDD8 ligáza, kdy na JUNB připojuje ubikvitinu podobný protein NEDD8. Neddylace JUNB také podporuje jeho degradaci. V nepřítomnosti ITCH se JUNB akumuluje v T lymfocytech a jako transkripční faktor podporuje expresi IL-4 a následnou diferenciaci naivních T lymfocytů na Th2 lymfocyty. Proto se v plicích ITCH-deficientních myší nachází zvýšené procento aktivovaných CD4+ T lymfocytů, které produkují IL-4 a IL-5. ITCH se tak podílí na negativní regulaci diferenciace Th2 lymfocytů.
Zánětlivé onemocnění ITCH-deficientních myší je ale vedle Th2 odpovědi zprostředkováno i Th17 odpovědí. U těchto myší například vidíme zvýšenou sérovou hladinu IL-17A a zvýšenou expresi IL-17A ve střevní sliznici. Mezi další substráty proteinu ITCH patří totiž transkripční faktor RORγT, který je zásadní pro vývoj a funkci Th17 lymfocytů. ITCH váže RORγT pomocí svých WW domén a zprostředkovává jeho ubikvitinaci, která vede k jeho degradaci. Degradací faktoru RORγT tak ITCH omezuje diferenciaci Th17 lymfocytů a produkci IL-17. Mimo jiné se na podpoře diferenciace Th17 lymfocytů ITCH-deficientních myší podílí i zvýšená produkce IL-4. Tento cytokin indukuje diferenciaci Th2 lymfocytů, které zprostředkovávají zánětlivé onemocnění, při kterém dochází k zvýšení množství eozinofilů produkujících IL-6. Produkovaný IL-6 pak může podporovat diferenciaci Th17 lymfocytů.
ITCH se také podílí na diferenciaci Tfh lymfocytů a tím i na produkci protilátek a afinitní maturaci B lymfocytů. Při diferenciaci Tfh lymfocytů ITCH ubikvitinuje a degraduje transkripční faktor FOXO1, který negativně reguluje expresi BCL6 a tím i tuto diferenciaci. Pro tuto degradaci je důležitá signalizace přes kostimulační receptor ICOS.
ITCH se také podílí na podpoře aktivity a polarizace regulačních T lymfocytů. ITCH-deficientní T lymfocyty mají zhoršenou schopnost polarizovat na regulační T lymfocyty a jejich regulační T lymfocyty jsou méně funkční. Protein ITCH v T lymfocytech interaguje s transkripčním faktorem TIEG1 a ubikvitinuje ho, tato ubikvitinace aktivuje TIEG1 k tomu, aby podporoval expresi FOXP3 a polarizaci na regulační T lymfocyty. Dále ITCH ubikvitinuje a degraduje protein SMAD7, který negativně reguluje signalizaci přes TGFBR1. Podporuje tak signalizaci cytokinu TGF-β a tím i polarizaci naivních T lymfocytů na regulační T lymfocyty.

### Regulace signalizace povrchových receptorů
ITCH reguluje signalizaci několika povrchových receptorů na CD4+ T lymfocytech, které modulují jejich aktivitu. Mezi tyto receptory patří TCR, CTLA-4 a CXCR4. Na signalizaci TCR se podílí na vápenatých kationech závislá fosfatáza Calcineurin, která podporuje expresi proteinu ITCH, který pak zprostředkovává degradaci PKC-θ a PLC-γ. Tyto enzymy jsou klíčové pro signalizaci TCR a jejich degradace podporuje vstup T lymfocytu do stavu anergie a destabilizaci imunologické synapse mezi anergizovaným T lymfocytem a APC. Při aktivaci signalizace inhibičního receptoru CTLA-4 dochází ke snížení fosforylace proteinu ITCH, což v tomto případě podporuje jeho katalytickou aktivitu. Aktivita proteinu ITCH vede ke snížení produkce cytokinů IL-4 a IFN-γ po aktivaci receptoru CTLA-4. Chemokinový receptor CXCR4 je regulován přímou ubikvitinací pomocí proteinu ITCH. Po vazbě ligandu na receptor CXCR4 dochází k fosforylaci jeho dvou serinů na C konci. Na tyto fosforylované seriny se váže ITCH pomocí svých WW domén a ubikvitinuje ho. Tato ubikvitinace poté indukuje transport CXCR4 do lysozomu, jeho degradaci a ukončení signalizace.

### Regulace protilátkové imunitní odpovědi
V humorální imunitě ITCH působí jako negativní regulátor aktivace B lymfocytů. Po aktivaci B lymfocytu ITCH snižuje jeho proliferaci a aktivaci komplexu mTORC1. Zvýšená aktivita mTORC1 v ITCH-deficientních B lymfocytech vede po aktivaci ke zvýšení rychlosti glykolýzy a ke zvýšení maximální glykolytické kapacity. Tyto myši mají po imunizaci antigenem zvýšený počet antigen specifických plazmatických buněk a zvýšenou hladinu specifických protilátek v séru. ITCH je také důležitý pro správný vývoj B lymfocytů. Na vývoji B lymfocytů se podílí transkripční faktor FOXO1, který v B lymfocytech mimo jiné podporuje expresi proteinu ITCH. U ITCH-deficientních myší v B lymfocytech dochází k akumulaci JUNB, který indukuje expresi malé RNA mi-R182. mi-R182 pak sníží expresi FOXO1 a dochází k dysregulaci vývoje B lymfocytů.

### Regulace vrozené imunitní odpovědi
ITCH dokáže inhibovat i prozánětlivé signální kaskády, které jsou důležité i pro vrozenou imunitu. Konkrétně hraje roli v negativní regulaci aktivace prozánětlivého transkripčního faktoru NF-κB. V tomto případě ITCH tvoří komplex s ubikvitin editačním proteinem A20 a proteinem TAX1BP1. Tento komplex štěpí lineární polyubikvitinaci (vazba ubikvitinů přes K63) na proteinu RIP1 a zprostředkovává degradační ubikvitinaci (vazba ubikvitinů přes K48). RIP1 je tak degradován a dochází k umlčení signalizace NF-κB. Dále může ITCH tvořit komplex s deubikvitinázou CYLD po signalizaci prozánětlivým cytokinem TNF-α v makrofázích odvozených z kostní dřeně. Tento komplex funguje podobně jako komplex s A20. Znova dochází k nahrazení lineární ubikvitinace za degradační ubikvitinaci, v tomto případě je ale takto modifikována kináza TAK1 a dochází ke snížení transkripce genů pro cytokiny IL-6, TNFα a IL-1β.
Při infekci buněk epitelu bakterií Listeria monocytogenes ITCH zprostředkovává lineární ubikvitinaci proteinu RIP2, který je navázán na proteinu NOD2 a zprostředkovává jeho signalizaci. Tato ubikvitinace mění signalizaci receptoru NOD2, kdy je inhibována aktivace NF-kB a podporována aktivace p38α. ITCH také může ubikvitinovat cIAP a indukovat jeho degradaci v lysozomu. cIAP také ubikvitinuje RIP2, ale v tomto případě tato ubikvitinace podpoří fosforylaci RIP2, signalizaci tohoto proteinu a aktivaci NF-kB. V nepřítomnosti proteinu ITCH dochází ke zvýšení množství cIAP v buňce. ITCH takto tedy snižuje produkci cytokinů vyvolanou aktivací receptoru NOD2.

## Regulace
Za fyziologických podmínek je ITCH v autoinhibovaném stavu, kdy může vázat E2 ubikvitin konjugační enzym, ale nemůže modifikovat své substráty. Tohoto autoinhibovaného stavu je dosaženo tak, že se druhá WW doména a region, který následuje hned po této WW doméně, vážou na HECT doménu v rámci jedné molekuly proteinu ITCH. Jedna z možností, jak uvolnit tuto autoinhibici a aktivovat ITCH, je pomocí adaptorového proteinu NDFIP1, který reguluje E3 ubikvitin ligázy z rodiny NEDD4. NDFIP1 se váže na WW domény proteinu ITCH pomocí svých PY motivů a znemožňuje mu zaujmout autoinhibovaný stav.
Aktivita E3 ubikvitin ligázy ITCH může být modulována fosforylací. K tomu dochází například při aktivaci T lymfocytu, kdy se na ITCH váže kináza JNK. Ta pak fosforyluje ITCH na prolin bohaté sekvenci, která se nachází mezi C2 doménou a první WW doménou. Při této fosforylaci dochází k narušení inhibiční intramolekulární interakce a aktivaci proteinu ITCH, který ubikvitinuje JUNB a snižuje tak expresi IL-4. Fosforylace může ITCH také inhibovat. To je příklad kinázy FYN, která se váže na třetí WW doménu proteinu ITCH pomocí své SH3 domény a fosforyluje ji.

## ITCH v Lidském onemocnění
V roce 2010 byla vypracována studie, která poprvé popsala deficienci E3 ubikvitin ligázy ITCH u lidí. Tato studie popsala celkem deset pacientů, kteří měli v obou alelách pro ITCH mutaci, která posunula čtecí rámec, jehož následkem bylo vytvoření předčasného stop kodonu a neaktivního enzymu. Všichni pacienti trpěly chronickým zánětem, který se u 9 pacientů projevoval jako chronické plicní onemocnění podobné astmatu. Histologická analýza plic těchto pacientů odhalila infiltraci lymfocytů bez fibrotizace tkáně. K tomu ještě tito pacienti trpěly opakujícími se zápaly plic bez známé infekční příčiny. 6 z těchto pacientů si také vyvinulo autoprotilátky a jednu nebo více orgánově specifickou autoimunitní chorobu včetně autoimunitní hepatitidy, hypotyreoiditidy a diabetu prvního typu. Všech 10 pacientů také vykazovalo hepatosplenomegálii, poruchu růstu a zhoršení kognitivních funkcí.
V roce 2019 vyšla studie popisující případ jednoroční dívky, která byla mutantní homozygot v genu kódující ITCH. Její mutantní alela kódovala ITCH bez funkční HECT domény. Toto dítě trpělo autoimunitní hepatitidou, diabetem prvního typu, tyreoiditidou a opakujícími se infekcemi respiračního traktu. Ve stejném roce byl popsán ještě případ jedné pacientky, která byla heterozygot nesoucí 2 různé mutace v genu kódující ITCH. Jedna její alela nesla mutaci v HECT doméně a druhá nesla mutaci před WW doménami. Tato pacientka trpěla gastroezofageálním refluxem, chronickým plicním onemocněním a častými infekcemi respiračního traktu. Tyto případy nám ukazují, že společným prvkem mutací poškozující funkci proteinu ITCH je narušení funkce imunitního systému, které vede k náchylnosti na respirační infekce, orgánově specifickým autoimunitním chorobám a chronickému zánětu plic, který se podobá astmatu.